# آقامحمد بروجردی
آقامحمد بروجردی   از سیاستمداران ایرانی بود، که در دوره دوم بعنوان نماینده بروجرد در مجلس شورای ملی حضور داشت.